# Король сексу
Король сексу (англ. The Look of Love) — британська біографічна комедійна драма режисера, продюсера і сценариста Майкла Вінтерботтома, що вийшла 2013 року. У головних ролях Стів Куґан, Імоджен Путс. Срічка створена на основі біографічного матеріалу Пола Віллеттса.
Сценаристами був Метт Ґрінгал, продюсерами — Мелісса Парментер. Вперше фільм продемонстрували 19 січня 2013 року у США на Санденсі.
В Україні у кінопрокаті прем'єра фільму запланована на 23 січня 2014 року.

## Синопсис
Пол Реймонд, англійський видавець і власник клубу, повертається додому з похорону власної доньки. Він починає переглядати відеоплівку зі сімейними спогадами. Вона наштовхнула на згадування подій власного життя.

## У ролях
| Актор          | Персонаж                                | Роль                |
| -------------- | --------------------------------------- | ------------------- |
| Стів Куґан     | Пол Реймонд англ. Paul Raymond          | видавець            |
| Імоджен Путс   | Дебі Рерймонд англ. Debbie Raymond      | донька Пола         |
| Анна Фріл      | Джін Реймонд англ. Jean Raymond         | дружина Пола        |
| Тамсін Еґертон | Ембер Джордж англ. Amber St. George     | модель, журналістка |
| Девід Волліенс | Вікар Едвін Янґ англ. Vicar Edwyn Young |                     |

## Сприйняття

### Критика
Фільм отримав негативні відгуки: Rotten Tomatoes дав оцінку 55% на основі 75 відгуків від критиків (середня оцінка 5,7/10) і 36% від глядачів із середньою оцінкою 3/5 (2,454 голоси). Загалом на сайті фільми має негативний рейтинг, фільму зарахований «гнилий помідор» від кінокритиків і «розсипаний попкорн» від глядачів, Internet Movie Database — 6,0/10 (2 582 голоси), Metacritic — 57/100 (20 відгуків критиків) і 5,3/10 від глядачів (4 голоси). Загалом на цьому ресурсі від критиків і від глядачів фільм отримав змішані відгуки.

### Касові збори
Під час показу у США, що розпочався 5 липня 2013 року, протягом першого тижня фільм був показаний у 3 кінотеатрах і зібрав 5,105 $, що на той час дозволило йому зайняти 69 місце серед усіх прем'єр. Показ фільму протривав 28 днів (4 тижнів) і завершився 1 серпня 2013 року. За цей час фільм зібрав у прокаті у США 16,119  доларів США, а у решті країн 587,000 $, тобто загалом 603,119 $.

### Нагороди і номінації[10]
| Рік  | Нагорода                          | Категорія                      | Номінант     | Результат |
| ---- | --------------------------------- | ------------------------------ | ------------ | --------- |
| 2013 | British Independent Film Awards   | Найкраща актриса другого плану | Імоджен Путс | Перемога  |
| 2014 | London Critics Circle Film Awards | Британський актор року         | Стів Куґан   | Номінація |

## Виноски
1. 1 2  he Look of Love: Release Info (англ.). Internet Movie Database. Процитовано 20 січня 2014.
2. 1 2  Король сексу. Kino-teatr.ua. Архів оригіналу за 3 лютого 2014. Процитовано 20 січня 2014.
3. 1 2  The Look of Love (англ.). Box Office Mojo. Архів оригіналу за 22 січня 2014. Процитовано 20 січня 2014.
4. 1 2 3  The Look of Love (англ.). The Numbers. Архів оригіналу за 3 лютого 2014. Процитовано 20 січня 2014.
5. 1 2  The Look of Love (англ.). Internet Movie Database. Архів оригіналу за 26 жовтня 2013. Процитовано 20 січня 2014.
6. ↑  The Look of Love (англ.). Allmovie. Процитовано 20 січня 2014.
7. 1 2  The Look of Love: Full Cast & Crew (англ.). Internet Movie Database. Архів оригіналу за 17 квітня 2016. Процитовано 20 січня 2014.
8. ↑  The Look of Love (англ.). Rotten Tomatoes. Архів оригіналу за 17 січня 2014. Процитовано 20 січня 2014.
9. ↑  The Look of Love (англ.). Metacritic. Архів оригіналу за 17 жовтня 2013. Процитовано 20 січня 2014.
10. ↑  The Look of Love: Awards (англ.). Internet Movie Database. Архів оригіналу за 18 квітня 2016. Процитовано 20 січня 2014.